# جيمس ميلر (لاعب كريكت)
جيمس ميلر (18 سبتمبر 1976 - ) (بالإنجليزية: James Miller)‏ هو لاعب كريكت بريطاني. لعب مع Northumberland County Cricket Club ‏.